# Shintaro Kago
Shintaro Kago (駕籠 真太郎, Kago Shintarō, nasceu em 1969 em Tóquio) é um mangaká japonês, especialista em histórias Ero guro (gênero tipicamente japonês, que mistura gore e violência). Seu primeiro trabalho foi publicado em 1988 na revista COMIC BOX.

## Obras publicadas no Brasil
- Dementia 21 (ディメンシャ 21) (2 volumes, publicados pela editora Todavia)[1]
  - A jovem Yukie Sakai, uma cuidadora de idosos e funcionária bem-sucedida da empresa Green Net, inicia uma jornada que ganha tons de sonho, e pesadelo. Em cada capítulo, ela deve visitar a casa de seus clientes e receber boas avaliações pela prestação de trabalho. Conhecida no ramo pela excelência, ela serve sopas para os velhinhos, ajuda no banho e aplica medicação nos pacientes. O que parece uma atividade simples abre janelas para um universo perturbador e divertido.
- A Grande Invasão Mongol (超動力蒙古大襲来) (1 volume, publicado pela New Pop Editora)[2]
  - Um mundo alternativo onde existem “gigantes” que são utilizados como ferramentas pela humanidade. Tudo começou com as invasões mongóis e sua existência se tornou decisiva nos grandes momentos histórico.
- Pedacinhos (フラクション) (1 volume, publicado pela Editora DarkSide Books)[3]
  - Uma série de assassinatos assusta os moradores da região do distrito de Setagaya, em Tokyo, onde são encontradas mulheres com os corpos divididos ao meio. O autor dos crimes, ainda não identificado, é apelidado de Maníaco Fatiador. Partindo da autoficção, o personagem Shintaro Kago começa a analisar os principais aspectos e truques geralmente usados na literatura e em filmes de mistério e horror, como as obras de Agatha Christie e Dario Argento, estudando as possibilidades e limitações para o seu trabalho.
  - O volume contém outros quatro contos: “O Homem que Retornou”, que retrata o dia a dia de um veterano de guerra com deficiência física e sua mulher; “Tremor”, em que as pessoas desenvolvem espasmos que não conseguem controlar; “Colapso”, sobre uma mulher atormentada por estranhas obsessões, e “Comichão”, que mostra como a sensação de desconforto pode ser relativa.
  - Inclui uma entrevista bônus com Shintaro Kago e Ryuichi Kasumi.